# مايكل بوتمان
مايكل بوتمان (بالإنجليزية: Michael Boatman)‏ مواليد 25 أكتوبر 1964 في كولورادو سبرينغس، الولايات المتحدة، هو ممثل أمريكي بدأ مسيرته الفنية سنة 1987.

## الأعمال
| السنة | العمل                                  | الدور          |
| ----- | -------------------------------------- | -------------- |
| 1995  | لاري ساندريس شو                        | غريغ           |
| 1997  | صانع السلام                            |                |
| 1996  | أرليس                                  |                |
| 2003  | القانون والنظام: الوحدة الخاصة للضحايا |                |
| 2004  | سي إس آي: ميامي                        | ويس غالاغير    |
| 2004  | نعم عزيزي                              | آدم            |
| 2005  | سكرابز                                 |                |
| 2007  | غريز أناتومي                           |                |
| 2008  | هانا مونتانا                           | راندال هاريسون |
| 2009  | عقول إجرامية                           | ويليام هاريس   |
| 2009  | ذا غود وايف                            | يوليوس كين     |
| 2011  | فتاة النميمة                           |                |

## روابط خارجية
- مايكل بوتمان على موقع IMDb (الإنجليزية)
- مايكل بوتمان على موقع ألو سيني (الفرنسية)
- مايكل بوتمان على موقع أول موفي (الإنجليزية)
- مايكل بوتمان على موقع قاعدة بيانات برودواي على الإنترنت (الإنجليزية)
- مايكل بوتمان على موقع قاعدة بيانات الأفلام السويدية (السويدية)
- مايكل بوتمان على موقع إن إن دي بي (الإنجليزية)
- مايكل بوتمان على موقع قاعدة بيانات الفيلم (الإنجليزية)
- مايكل بوتمان على موقع كينوبويسك (الروسية)